# Jack Harkness (calciatore)
John Diamond Harkness-detto Jack- (Glasgow, 27 settembre 1907 – 6 ottobre 1985) è stato un calciatore scozzese, di ruolo portiere.

## Carriera

### Club
Giocò tutta la carriera nel campionato scozzese.

### Nazionale
Ha vestito la maglia della Nazionale scozzese tra il 1927 e il 1933, collezionando 12 presenze.